# Moggio Moggi
Moggio Moggi (Parma, 1325/1330 – dopo il febbraio 1388) è stato un umanista e grammatico italiano, amico di Francesco Petrarca.

## Biografia
Nato a Parma da umile famiglia, Moggio Moggi tra il dicembre 1343 e il febbraio 1345 fu precettore di Giovanni, figlio dell'ormai celebre Francesco Petrarca, mentre questi risiedeva nella città emiliana. Abbandonata Parma nel 1346 in seguito alla conquista della città da parte di Luchino Visconti signore di Milano, Moggio si spostò dunque a Verona dove raggiunse Petrarca e il suo circolo di amici della città scaligera, ossia Guglielmo da Pastrengo, Gasparo Squaro de' Broaspini e Rinaldo da Villafranca. Quest'ultimo assunse il letterato parmense come "ripetitore" nella sua scuola e, tra il 1346 e il 1349, indirizzò vari carmi latini in distici elegiaci o in esametri a letterati quali Giacomo Robazzi, Simone da Cumana e soprattutto al figlio di Dante, Pietro Alighieri, al quale dedicò in particolare una poesia sulla Divina Commedia. Sempre a Verona divenne tutore di Giovanni e Barriano, figli di Azzo da Correggio anche lui esiliato dopo la conquista di Parma. Tra il 1349 e il 1351 Moggio Moggi, in cerca di una migliore sistemazione, andò a Vicenza quale impiegato del vescovo Egidio Boni: in questa città ebbe modo di stringere amicizia con Pulice da Costozza, letterato e uomo politico locale. Gli anni '50 furono alquanto turbolenti per Moggi, in quanto nel 1353 ritornò a Verona probabilmente dopo uno screzio col vescovo Egidio Boni; nel 1354 rientrò nella sua città natale per poi spostarsi, infine, a Venezia nel 1355 dove ebbe modo di conoscere il cancelliere Benintendi Ravegnani. Nel 1357 risultava essere a Milano, sempre al seguito di Azzo da Correggio divenendo precettore questa volta dei figli più giovani dell'esule, Ludovico e Gilberto. Sempre a Milano, approfittando del fatto che Petrarca risiedeva in quegli anni nella capitale viscontea, Moggi collaborò col poeta laureato nella trascrizione e diffusione delle sue opere (in particolar modo del De vita solitaria), diventando così uno dei principali collaboratori dell'autore del Canzoniere. Dopo anni di silenzio, si viene a sapere che nel 1380 Moggio Moggi risiedeva nel castello di Guardasone nei pressi di Parma, da dove il nostro stringeva rapporti d'amicizia col cancelliere visconteo Pasquino de' Cappelli, protoumanista erede del lascito petrarchesco a Milano. L'umanista parmense morì dopo il febbraio del 1388. 
Per quanto riguarda la sua produzione, oltre ai carmina latini del periodo veronese-vicentino, si segnalano i vari epitaffi ed epistole intercorse coi principali intellettuali della sua epoca.